# Roccaverano
Roccaverano (Rocavran in piemontese) è un comune italiano di 370 abitanti della provincia di Asti in Piemonte. È conosciuto per essere la zona di produzione del formaggio Roccaverano dop e per essere il comune astigiano ad altitudine più elevata (circa 800 m).

## Storia
Il nome del paese potrebbe derivare da Rocha Uverani, citato in un antico documento, collegato al torrente Ovrano che scorre poco distante. Tuttavia, un diploma dell'imperatore Ottone I che concedeva il dominio del luogo ad Aleramo, riporta la dizione Ruspaverano. Comunque sia, il paese si sviluppò come luogo di importanza militare all'epoca di Bonifacio del Vasto ed aumentò il suo prestigio nei secoli seguenti.
Nel 1209 Ottone Del Carretto cedette al Comune di Asti il dominio su Roccaverano e sui territori circostanti, come si legge al cap. 39 del Codex Astensis dove, tra l'altro, è disegnata in una miniatura l'immagine del castello. Per via di complessi accordi politici e commerciali Roccaverano passò varie mani per giungere nel 1337 alla potente famiglia Scarampi di Asti.
Durante la guerra di successione del Monferrato il castello fu strenuamente difeso dagli occupanti francesi e infine espugnato, nel 1615, dagli spagnoli comandati da don Luigi di Cordova. 
Nel 1633 l'intero paese fu saccheggiato dalle milizie napoletane dirette in Alsazia. 
Nel 1673 il dominio passò a Carlo Emanuele II di Savoia, ma nel secolo seguente subì altre due occupazioni militari: i francesi nel 1715 e gli spagnoli nel 1744. Tutte queste vicende portarono alla perdita del castello, di cui oggi restano frammenti delle mura e la possente torre cilindrica.

## Monumenti e luoghi d'interesse
- La torre di Roccaverano, alta circa 30 metri, faceva parte dell'antico castello ed è di forma circolare con tre ordini di archetti pensili sulla sommità.

Dopo il restauro avvenuto nei primi anni 2000 che ha interessato anche l'adiacente unica facciata superstite del castello, è aperta al pubblico e visitabile tutto l'anno.
- Castello: resta il fronte principale con al piano superiore tre bifore ad arco acuto con colonnina centrale. Nella parte inferiore sono visibili quattro feritoie per archi e frecce. All'interno sorge la torre a base circolare[5]

## Società

### Evoluzione demografica
In cento anni si è avuto un forte spopolamento del Comune, pari all'80% della popolazione residente nel 1921.

Abitanti censiti

## Cultura

### Eventi
- Fiera Carrettesca, festa del Roccaverano DOP e dei prodotti del territorio a Roccaverano l'ultimo weekend di giugno
- Cena sotto le stelle - organizzata da Comune e Pro loco, si tiene a metà agosto.
- Sagra del Polentone - organizzata da Comune e Pro loco, prima domenica di giugno.

### Enogastronomia
Roccaverano è molto conosciuta in ambito nazionale ed internazionale, per il suo rinomato Roccaverano DOP.

## Geografia antropica

### Frazioni
Tra le frazioni si ricorda Garbaoli, nota per le "robiole", cioè le formaggette di capra tipiche del luogo e di elevato valore gastronomico. Con il tempo la popolazione del centro è diminuita notevolmente e adesso (2008) restano soltanto alcune case (molte vuote) e pochi abitanti. Dal 1973 presso la casa canonica della Parrocchiale di Garbaoli, dedicata a san Marziano, l'Azione Cattolica della diocesi di Acqui organizza nel corso dell'estate Campi scuola autogestiti che nel corso degli oltre tre decenni di esperienza hanno coinvolto decine di migliaia di presenze. 

## Amministrazione
Di seguito è presentata una tabella relativa alle amministrazioni che si sono succedute in questo comune.
| Periodo        | Periodo        | Primo cittadino        | Partito                             | Carica              | Note  |
| -------------- | -------------- | ---------------------- | ----------------------------------- | ------------------- | ----- |
| 19 luglio 1988 | 28 giugno 1993 | Luigi Garbarino        |                                     | Sindaco             | [ 8 ] |
| 28 giugno 1993 | 28 aprile 1997 | Luigi Garbarino        |                                     | Sindaco             | [ 8 ] |
| 28 aprile 1997 | 14 maggio 2001 | Luigi Garbarino        | centro                              | Sindaco             | [ 8 ] |
| 14 maggio 2001 | 4 agosto 2003  | Pietro Carlo Poggio    | lista civica                        | Sindaco             | [ 8 ] |
| 4 agosto 2003  | 19 aprile 2004 | Bruno Tancredi         |                                     | Comm. straordinario | [ 8 ] |
| 14 giugno 2004 | 8 giugno 2009  | Francesco Enrico Cirio | lista civica                        | Sindaco             | [ 8 ] |
| 8 giugno 2009  | 26 maggio 2014 | Francesco Enrico Cirio | lista civica                        | Sindaco             | [ 8 ] |
| 26 maggio 2014 | 26 maggio 2019 | Fabio Vergellato       | lista civica La torre medioevale    | Sindaco             | [ 8 ] |
| 26 maggio 2019 | in carica      | Fabio Vergellato       | lista civica Torre quadrata merlata | Sindaco             | [ 8 ] |